# 小篠綾子
小篠 綾子（こしの あやこ、1913年〈大正2年〉6月15日 - 2006年〈平成18年〉3月26日）は、日本のファッションデザイナーである。同じくファッションデザイナーとなったコシノ三姉妹（コシノヒロコ、コシノジュンコ、コシノミチコ）の母親としても知られる。

## 経歴
1913年（大正2年）に呉服屋小篠甚作と小篠ハナの長女として兵庫県加西郡西在田村若井（現在の加西市若井町/父の実家）に生まれる。一生糸に関わる仕事に就けるように、食べ物に不自由しないように糸に麦をつけて綾子と名付けられた。3歳になる頃、大阪府泉南郡岸和田町（現在の岸和田市）に移る。大阪府立岸和田高等女学校（現在の大阪府立和泉高等学校）を中退後、パッチ店、紳士服店、生地店で洋裁の修業を積み、特に紳士服店の修業時に女性ダンサーのドレス製作のため、独自に立体裁断を手がけ始めた。
1934年（昭和9年）、岸和田市でミシン一台だけでコシノ洋装店を開業した。昼は仕事を探して町中を御用聞きに回り、縫う物があれば何でも引き受け、夜を徹して仕事に励んだ。
1934年（昭和9年）11月に紳士服のテーラーだった1歳上の川崎武一（たけいち）と結婚した。元は川崎家三兄弟の長男だが、綾子の父・甚作に押し切られる形での婿入りであった。1937年（昭和12年）に長女のヒロコ（弘子）が、1939年（昭和14年）には次女のジュンコ（順子）が誕生した。二度の出産でも当日まで仕事を続け、子供が産まれてもミシンが止まることだけはなかった。
1942年（昭和17年）、3人目の子供のミチコ（美智子）を身ごもった時、夫が太平洋戦争に召集されて、1945年（昭和20年）に中支方面で戦病死する。
戦後も、岸和田で洋装店を経営しつつ、後に世界的なデザイナーとして活躍する娘3人を女手一つで育てた。
洋装店経営の傍ら、1982年（昭和57年）に、次女・ジュンコがゲスト出演したテレビ番組に飛び入りで出演したのをきっかけに、60歳を超えてから、テレビのトーク番組へ数多くゲスト出演し、娘達のショー、講演会、自らが主宰する「ザ・Uの会」等の会合で日本全国や世界各地を飛び回った。
1988年（昭和63年）には、74歳で「アヤコ・コシノ」ブランドを創設し、2006年（平成18年）に脳梗塞のため逝去するまで、現役デザイナーとして活躍した。

## 人物・デザイン
- キリスト教徒[3]。
- 1948年（昭和23年）には母校である大阪府立和泉高等学校の女子制服のデザインを手がけた。
- 晩年は連続テレビ小説シリーズを熱心に視聴し、自ら主役になりたいと願っていた[4]。2011年（平成23年）に彼女の生涯を描いた「カーネーション」が放送され、死後ながら希望が叶った[5]。
- 中原淳一の作風に影響を受けた。

## 受賞
- 産業功労賞（1983年（昭和58年））
- 勲六等宝冠章（1986年（昭和61年））
- 大阪府女性基金プリムラ賞（1993年（平成5年））

## 書籍

### 著書
- ファッション・好きやねん コシノのお母ちゃんは炎の如く（たる出版、1984年1月）
- 糸とはさみと大阪と（文園社、1987年3月）
- 花大輪 ファッション人生、だんじり気質（ブレーンセンター、1991年6月）
- アヤコのだんじり人生（たる出版、1993年10月）
- やんちゃくれ コシノのお母ちゃんと三姉妹の奮闘記（講談社、2001年10月）
  - コシノ洋装店ものがたり（講談社、2011年9月、「やんちゃくれ コシノのお母ちゃんと三姉妹の奮闘記」の文庫化）
- お母ちゃんからもろた日本一の言葉（イースト･プレス、2011年11月、綾子の生前の言葉をコシノジュンコが編集）

### 回想本
- 綾子とあかい糸 コシノ三姉妹の母の生涯（さとうひさえ著、文化出版局、2007年6月）
- 人生、これからや! うちのお母ちゃん、小篠綾子のだんじり魂（コシノジュンコ著、PHP研究所、2011年6月）
- だんじり母ちゃんとあかんたれヒロコ（コシノヒロコ著、マガジンハウス、2011年10月）
- だんじり母ちゃんとコシノ3姉妹（監修コシノヒロコ、漫画國廣幸亜、マガジンハウス、2011年11月）

## 扱った作品
- 舞台『コシノものがたり 心はいつも乙女のように』（2005年1月2日 - 1月28日、明治座）
- DRAMA COMPLEX 女の一生シリーズ「コシノ家の闘う女たち〜肝っ玉お母ちゃんとパワフル三姉妹」(2006年8月8日、日本テレビ） - 主演：三田佳子
- カーネーション
小篠の生涯を基にNHK大阪放送局が制作し、2011年度下半期連続テレビ小説として放映されたテレビドラマ。主演は尾野真千子（幼少期：二宮星 / 晩年：夏木マリ）。夏木は小篠自身から薫陶を受けていた縁で、小篠が自身のブランドを立ち上げた晩年を演じている。
- 映画「ゴッドマザー〜コシノアヤコの生涯〜」（2025年5月23日公開予定、日活・東京テアトル） - 主演：大地真央